# Asago
Asago (Japans: 朝来市, Asago-shi) is een stad in de prefectuur Hyogo, Japan. Begin 2014 telde de stad 31.541 inwoners.

## Geschiedenis
Op 1 april 2005 werd Asago benoemd tot stad (shi). Dit gebeurde na het samenvoegen van Asago met de gemeenten Ikuno (生野町), Wadayama (和田山町) en Santo (山東町).

## Partnersteden
- Newberg, Verenigde Staten
- Perth, Canada
- Barbizon, Frankrijk

Steden:
Aioi · Akashi · Ako · Amagasaki · Asago · Ashiya · Awaji · Himeji · Itami · Kakogawa · Kasai · Kato · Kawanishi · Kobe (hoofdstad) · Miki · Minamiawaji · Nishinomiya · Nishiwaki · Ono · Sanda · Sasayama · Shiso · Sumoto · Takarazuka · Takasago · Tamba · Tatsuno · Toyooka · Yabu

Districten:
Ako · Ibo · Kako · Kanzaki · Kawabe · Mikata · Sayo · Taka
Gemeenten per district